# Натансон, Джефф
Джефф Натансон (англ. Jeff Nathanson; род. 12 октября 1965, Лос-Анджелес, Калифорния, США
) — американский кинорежиссёр, сценарист и кинопродюсер.
Он известен своими работами над сиквелами фильма «Час пик», «Поймай меня, если сможешь», «Терминал» и «Последний кадр», он также был соавтором сюжета к фильму «Индиана Джонс и Королевство хрустального черепа» вместе с Джорджем Лукасом. Сценарий к этому фильму был написан Дэвидом Кеппом; фильм был выпущен 22 мая 2008 года.

## Фильмография

### Режиссёр
- 2004 — Последний кадр / The Last Shot

### Сценарист
- 1995 — Невеста в кредит / For Better or Worse
- 1997 — Скорость 2: Контроль над круизом / Speed 2: Cruise Control
- 2001 — Час пик 2 / Rush Hour 2
- 2002 — Поймай меня, если сможешь / Catch Me If You Can
- 2004 — Терминал / The Terminal
- 2004 — Последний кадр / The Last Shot
- 2007 — Час пик 3 / Rush Hour 3
- 2008 — Индиана Джонс и Королевство хрустального черепа / Indiana Jones and the Kingdom of the Crystal Skull
- 2009 — Нью-Йорк, я люблю тебя / New York, I Love You
- 2011 — Как украсть небоскрёб / Tower Heist
- 2017 — Пираты Карибского моря: Мертвецы не рассказывают сказки / Pirates of the Caribban: Dead Men Tell No Tales
- 2019 — Король Лев / The Lion King
- 2024 — Муфаса: Король Лев / Mufasa: The Lion King

### Продюсер
- 1995 — Невеста в кредит / For Better or Worse